# Axel Camblan
Axel Camblan, né le 30 août 2003 à Brest, est un footballeur français qui évolue au poste de milieu de terrain et ailier au Stade brestois 29.

## Biographie

### Jeunesse et formation

#### Débuts dans des clubs amateurs (2009-2018)
Axel Camblan commence le football à l'âge de 6 ans, en prenant une licence à la Légion Saint-Pierre, un club situé à Brest. En 2012, il rejoint ensuite le club de la Cavale Blanche, un autre club brestois. En 2014, il rejoint le club de l'En Avant Saint-Renan, club de niveau régional situé en banlieue de Brest.

#### Formation au Stade brestois 29 (2018-2021)
En 2018, il rejoint le centre de formation du Stade brestois 29 où il est formé jusqu'en 2021, jouant en U17 puis en U19 nationaux.

#### Débuts prometteurs en équipe réserve au SB29 (2021-2022)
Après trois ans de formation au Stade brestois 29, Camblan dispute son premier match avec l'équipe réserve (évoluant en National 3) face à la réserve du Stade briochin dans un match où il inscrit un doublé dont un but sur penalty. Il devient titulaire indiscutable en réserve et inscrit 12 buts en 24 matchs, en plus d'avoir délivré 6 passes décisives.
Durant cette saison, il se retrouve à deux reprises sur le banc de l'équipe première en Ligue 1, face au Paris Saint-Germain et à l'AS Saint-Etienne,.

### Carrière professionnelle

#### Débuts en équipe première (2022-2023)
Après une excellente saison en réserve, Axel Camblan intègre le groupe professionnel du Stade brestois 29 et signe son premier contrat professionnel, le 22 septembre 2022. Il fait sa première apparition avec l'équipe première face au FC Lorient, en octobre 2022 où il joue une dizaine de minutes en fin de match.
Jusqu'en janvier 2023, il jouera 6 autres matchs de Ligue 1, jouant au total 7 rencontres avec les brestois. En parallèle, il inscrit son premier but avec le SB29 en Coupe de France, face à l'US Avranches, club de National.

#### Prêt à l'US Concarneau (2023)
A la fin du mercato en janvier 2023, Camblan est prêté à l'US Concarneau, club de National jusqu'à la fin de la saison. Dans le Finistère-Sud, Camblan devient titulaire indiscutable et jouera l'ensemble des matchs de l'US Concarneau durant la seconde partie de saison. En 16 matchs, il inscrira 1 but et signera 2 passes décisives et participe au titre de champion de National de l'US Concarneau, promu en Ligue 2.

#### Retour au Stade brestois (2023-2025)
Après ce prêt réussi, Camblan retourne au Stade brestois 29 pour la saison 2023-2024 où il a pour objectif de « s'imposer » dans le groupe professionnel. Il rentre sur le terrain lors des deux premiers du Stade brestois en Ligue 1 avant de jouer sa 10e rencontre de Ligue 1 avec le Stade brestois, face à l'OGC Nice,.
Le 5 novembre 2023, à la suite de la blessure de son coéquipier Jérémy Le Douaron à la 23e minutes il va rentrer à la 43e ce qui va lui permettre de montrer son potentiel sur une mi-temps entière.

#### Nouveau prêt en National, à Valenciennes (2025)
En manque de temps de jeu, Camblan est de nouveau prêté en National, cette fois-ci au Valenciennes FC.

## Statistiques
| Saison                | Club                   | Championnat           | Championnat | Championnat | Championnat | Coupe(s) nationale(s) | Coupe(s) nationale(s) | Coupe(s) nationale(s) | Compétition(s) continentale(s) | Compétition(s) continentale(s) | Compétition(s) continentale(s) | Compétition(s) continentale(s) | Total | Total | Total |
| Saison                | Club                   | Division              | M.          | B.          | P.d.        | M.                    | B.                    | P.d.                  | Comp.                          | M.                             | B.                             | P.d.                           | M.    | B.    | P.d.  |
| 2021-2022             | Stade brestois 29 rés. | National 3            | 24          | 12          | 6           | -                     | -                     | -                     | -                              | -                              | -                              | -                              | 24    | 12    | 6     |
| Sous-total            | Sous-total             | Sous-total            | 24          | 12          | 6           | 0                     | 0                     | 0                     | -                              | -                              | -                              | -                              | 24    | 12    | 6     |
| 2021-2022             | Stade brestois 29      | Ligue 1               | 0           | 0           | 0           | 0                     | 0                     | 0                     | -                              | -                              | -                              | -                              | 0     | 0     | 0     |
| 2022-2023             | Stade brestois 29      | Ligue 1               | 7           | 0           | 0           | 2                     | 1                     | 0                     | -                              | -                              | -                              | -                              | 9     | 1     | 0     |
| 2023-2024             | Stade brestois 29      | Ligue 1               | 7           | 0           | 0           | 1                     | 0                     | 0                     | -                              | -                              | -                              | -                              | 8     | 0     | 0     |
| 2024-2025             | Stade brestois 29      | Ligue 1               | 2           | 0           | 0           | 0                     | 0                     | 0                     | C1                             | 0                              | 0                              | 0                              | 2     | 0     | 0     |
| Sous-total            | Sous-total             | Sous-total            | 16          | 0           | 0           | 3                     | 1                     | 0                     | -                              | -                              | -                              | -                              | 19    | 1     | 0     |
| 2023                  | US Concarneau (prêt)   | National              | 16          | 1           | 2           | -                     | -                     | -                     | -                              | -                              | -                              | -                              | 16    | 1     | 2     |
| Sous-total            | Sous-total             | Sous-total            | 16          | 1           | 2           | 0                     | 0                     | 0                     | -                              | -                              | -                              | -                              | 16    | 1     | 2     |
| 2025                  | Valenciennes FC (prêt) | National              | 17          | 1           | 5           | 1                     | 0                     | 0                     | -                              | -                              | -                              | -                              | 18    | 1     | 5     |
| Sous-total            | Sous-total             | Sous-total            | 17          | 1           | 5           | 1                     | 0                     | 0                     | -                              | -                              | -                              | -                              | 18    | 1     | 5     |
| Total sur la carrière | Total sur la carrière  | Total sur la carrière | 73          | 14          | 13          | 4                     | 1                     | 0                     | -                              | -                              | -                              | -                              | 77    | 15    | 13    |

## Palmarès
- US Concarneau
- National
  - Champion : 2023